# Óscar Acosta
Óscar Acosta (Tegucigalpa, 14 de abril de 1933-16 de julio de 2014) fue un escritor, crítico literario, político y diplomático hondureño. Se inició como periodista en Perú y cultivó diversas formas artísticas literarias. Su obra tiene un marcado carácter intimista y patriótico. Fue presidente de la Academia Hondureña de la Lengua.

## Biografía
Óscar Acosta nació en 1933, en el barrio Las Delicias de la ciudad de Tegucigalpa, MDC capital de la república de Honduras. Poeta, narrador, periodista y editor hondureño perteneciente a la llamada Generación del 50, caracterizada por el deseo de renovación del lenguaje y la cuidada elaboración metafórica.
Diplomático de carrera, fundó en Tegucigalpa, en compañía de otros intelectuales, la Editorial Nuevo Continente y las revistas Extra y Presente, posteriormente la Editorial Iberoamericana. En la década de 1960 fue director de la Editorial Universitaria y de la revista literaria de la Universidad de Honduras. Mientras realizaba estudios de Derecho, organizó con otros estudiantes el Círculo Literario Universitario.

## Diplomático
Como diplomático representó a Honduras en el Perú, España e Italia, además de ante la Santa Sede. Miembro de número de la Academia Hondureña de la Lengua, preside además la Asociación de Prensa.
Durante su dirección de la Academia Hondureña de la Lengua, se remodeló la nueva sede la misma tras de destrucción de la histórico por el huracán Mitch, y se desarrolló entre otros el proyecto Diccionario de las Lenguas de Honduras y el Diccionario de Hondureñismos.

## Obras
Entre sus libros de poesía cabe mencionar los siguientes:
- Responso al cuerpo presente de José Trinidad Reyes (1953).
- Poesía Menor (1957).
- Tiempo detenido (1962).
- Antología personal (1965 y 1971).
- Mi país (1971).
- El arca (1956); una colección de relatos que abrió un nuevo camino a la literatura hondureña, rompiendo con la tradición costumbrista de la narrativa de su país.

Recopiló también poemas de otros autores en obras como Antología de la nueva poesía hondureña (1967) y Poesía hondureña de hoy (1971). Entre sus estudios destaca Rafael Heliodoro Valle, vida y obra (1964) Su poesía es profunda y serena, de tono intimista.
Es pertinente mencionar el libro «Poesía», una selección de poemas que realizó el poeta Óscar Acosta entre 1952-1971 en España, Madrid, fue publicado en 1976 por la casa editorial «Ediciones Cultura Hispánica». Esta selección de poesía exclusiva e intima del autor consta de 111 poemas, divididos en las siguientes clasificaciones:
Poesía menor, libro publicado en el año 1957. En el ensayo «Anticipación el geranio» del Dr. Hector M. Leyva, publicado en el texto Lucidez Creativa aborda que la Poesía menor encierra una acción afirmativa, en el sentido de que reivindica lo que puede ser despreciado, discriminado negativamente. Poesía de lo pequeño, de lo elemental, de lo leve. Poesía modesta que alude a grandilocuencia, en clave íntima. Poesía en voz baja pero no por ella simple. Si por menor se alude a la conciencia de lo mínimo, de las accidentes apenas perceptibles del mundo, entonces esa poesía puede ser de lo más importante.
En el caso de la amada en esta recopilación de poesía de Óscar Acosta es el motivo primordial de su canto en Formas del amor (1959), Escritura amorosa (1962) y Poemas para una muchacha (1963), El poeta está convencido de haber recibido del cielo el regalo de esa mujer y quizás no haya sentimiento más importante que el amor.
Uno de los aspectos que son tomados en este ensayo es que el autor reúne el pasar de los años en sus distintos libros recreando el arco de una vida. Los lugares donde el poeta vivió, la gente con quien se confundió, los motivos de su interés intelectual, los asuntos domésticos, la familia. Son los poemas de Tiempo Europeo (1960), Tiempo detenido (1961), Vitrales (1958-1962), Escrito en piedra (1962) y Circulo familiar (1952-1965).
En cuanto a Mi País (1972) fue un libro radicalmente distinto por sus vibrantes acentos políticos. Fue un libro de denuncia y de angustia por un país vejado infinitamente. Sin embargo, fue un libro que brotó de esa misma conciencia testifical. «Qué hago aquí, Dios mío» (1962). El poeta denuncia la injusticia, la inmoralidad, la brutalidad que padece el país pero lo hace desde la condición de víctima.
Igualmente, recopiló la edición conmemorativa de los 400 años de El Quijote, editada por la Real Academia Española (RAE) junto con las 22 academias de la lengua que existen en el mundo hispano, de la que se editaron cerca de un millón de ejemplares para distribuirse en los países de habla hispana, fue una propuesta de la Academia Hondureña de la Lengua. En palabras de su Director Oscar Acosta, «En su último Congreso la Asociación de Academias de la Lengua Española reunida en Puerto Rico en el año 2002, deliberó sobre la manera más apropiada de celebrar el cuarto centenario de la publicación de El Quijote. Uno de los directores propuso que se convocara a un concurso sobre la vida y obra de Miguel de Cervantes otro colega habló sobre la posibilidad de publicar un libro de ensayos con nuevas aproximaciones al Quijote; un tercero sugirió que se convocara a un concurso para elaborar una cantata o concierto sinfónico sobre el caballero de la triste figura; otro académico pensó en un gigantesco mural como el que Oswaldo Guayasamín tiene en el aeropuerto de Barajas, con la duda si se coloca en Madrid o en La Mancha; y se pudieron oír otras valiosas opiniones atinentes al tema. Fue entonces cuando, dejando entrever mi oficio de editor, propuse imprimir el Quijote, en un formato digno y en una edición popular accesible a todos los bolsillos y a las unidades monetarias devaluadas de algunas de las naciones iberoamericanas, idea que fue aprobada por consenso unanimidad».

## Libros
- Responso poético al cuerpo presente de José Trinidad Reyes (1955)
- La marca (1956)
- Poesía menor (1957)
- Tiempo detenido (1962)
- Mi país (1971)
- Poesía. Selección 1952-1965 (1965)
- Poesía. Selección 1952-1971 (1976)
- Rafael Heliodoro Valle. Vida y obra (1964)

## Premios
- 1960: Premio Rubén Darío
- 1979: Premio Nacional de Literatura Ramón Rosa

## Condecoraciones
- Orden del Mérito Civil de España, (1968) recibida de manos del embajador de España en Honduras, señor Justo Bermejo y Gómez.[6]
- Gran Cruz de la Orden de Isabel la Católica, (1977)del Ministerio español de Asuntos Exteriores y de Cooperación.[7]
- Medalla Rafael Heliodoro Valle, (2013) de la Secretaría en el Despacho de Relaciones Exteriores de Honduras.[8]

## Fallecimiento
El poeta Óscar Acosta falleció en la ciudad de Tegucigalpa el 16 de julio de 2014, dejando un gran legado para el pueblo hondureño y países donde residió cumpliendo sus obligaciones mientras laboraba como diplomático.